# Langenbruckermühle
Langenbruckermühle (fränkisch: Di Langbrugga Mül bzw. Die Longbriggner) ist ein Gemeindeteil der Gemeinde Uttenreuth im Landkreis Erlangen-Höchstadt (Mittelfranken, Bayern). Langenbruckermühle liegt in der Gemarkung Weiher.

## Lage
Die Mühle liegt an der Schwabach. Neben der Einöde gibt es mittlerweile fünf Wohngebäude. Direkt nördlich ist ein Fußballplatz, der zum Jugendclub Leuchtturm gehört. 0,3 km westlich befindet sich die Habernhofermühle. Ein Anliegerweg verläuft zur ERH 33 (0,3 km südwestlich), die zur Staatsstraße 2243 (0,2 km südwestlich) bzw. nach Brand führt (5 km östlich). Im Süden liegt das Waldgebiet Unterer Erlenlach, das Teil der Dormitzer Forst ist.

## Geschichte
Im Jahr 1369 wurde ein „Fritz Müller von der langen Bruck“ erwähnt. Dies ist zugleich die erste urkundliche Erwähnung des Ortes. Benannt wurde der Ort nach einer wohl zu dieser Zeit existierenden langgestreckten Brücke über die Schwabach. Der Ort lag im Fraischbezirk der  nürnbergischen Hauptmannschaft Uttenreuth. Lehnsherren waren die Herren von Pappenheim. Lehnsmann war Kunz Langenbrucker (1391 bezeugt). Beim Anwesen gab es die „Radwiese“ von vier Tagewerk in der Fläche, die der Nürnberger Patrizier Martin Schürstab beanspruchte, wogegen Hermann Schütz 1395 klagte. 1396 gab Konrad und Haupt Marschalk von Pappenheim ein Tagewerk der Radwiese dem Dominikanerkloster Nürnberg zur Abhaltung von vier Jahrtagen.
1426 erhielt Hermann Zelter dieses Tagewerk vom Dominikanerkloster zu Lehen. 1456 wurde die Radwiese von den Pappenheimern zurückgekauft und dem Kloster Neunkirchen am Brand übereignet. 1432 besaßen Hans Motter von Eibach und Veit Motter von Eschenau das Lehen der Langenbrucker Mühle zur Hälfte. Die andere Hälfte hatten wahrscheinlich Konrad Langenprocker und sein Sohn.
Eine Hälfte gelangte an den Nürnberger Bürger Christoph Rothan, der sie 1501 an Georg Haller verkaufte. 1539 war das ganze Lehen in der Hand von Joachim Schütz aus Hagenbach. Bereits 1555 musste er dieses samt sechs Tagewerk Wiesen wegen Überschuldung an Jakob Haller verkaufen. Das Lehen blieb in den Händen der Haller bis zum Ende des Alten Reichs. Zu dieser Zeit verlief durch den Ort die Fraischgrenze: Während sich die Mühle im Gebiet des bambergischen Centamts Neunkirchen befand, lag der Stadel im Gebiet des brandenburg-kulmbachischen Oberamtes Baiersdorf, was zu einigen Streitigkeiten führte. Der Hof hatte Rechte am Sebalder Reichswald (1429 bis 1812 bezeugt).
Gegen Ende des 18. Jahrhunderts bestand Langenbruckermühle aus einem Anwesen. Das Hochgericht übte das bambergische Centamt Neunkirchen aus. Grundherr war das bambergische Kastenamt Neunkirchen.
Von 1797 bis 1810 unterstand der Ort dem Justiz- und Kammeramt Erlangen. Im Rahmen des Gemeindeedikts (frühes 19. Jahrhundert) wurde Langenbruckermühle dem Steuerdistrikt Kalchreuth und der Ruralgemeinde Weiher zugeordnet.
1930 wurde die Mühle stillgelegt und 1948 abgerissen. An ihrer Stelle errichtete man eine neue Mühle.

## Einwohnerentwicklung
| Jahr      | 001818 | 001840 | 001861 | 001871 | 001885 | 001900 | 001925 | 001950 | 001961 | 001970 | 001987 |
| Einwohner | 5      | 10     | 12     | 9      | 7      | 6      | 10     | 11     | 12     | 7      | 12     |
| Häuser    | 2      | 1      |        |        | 1      | 1      | 1      | 2      | 1      |        | 2      |
| Quelle    | [ 8 ]  | [ 11 ] | [ 12 ] | [ 13 ] | [ 14 ] | [ 15 ] | [ 16 ] | [ 17 ] | [ 18 ] | [ 19 ] | [ 1 ]  |

## Religion
Die Katholiken sind nach Unsere Liebe Frau gepfarrt, die Lutheraner nach St. Matthäus.